# Gare de Chessy
Gare de Chessy vasútállomás Franciaországban, Chessy településen.

## Vasútvonalak
Az állomást az alábbi vasútvonalak érintik:
- Paray-le-Monial-Givors-Canal-vasútvonal

## Kapcsolódó állomások
A vasútállomáshoz az alábbi állomások vannak a legközelebb:
- Gare du Bois-d'Oingt - Légny
- Gare de Châtillon-d'Azergues